# Білл Міллер
Вільям Вейрінг Міллер (англ. William Waring Miller; нар. 1 листопада 1912 — пом. 13 листопада 2008) — американський легкоатлет, який спеціалізувався в стрибках з жердиною.

## Із життєпису
Олімпійський чемпіон зі стрибків з жердиною (1932).
Срібний призер чемпіонату США у стрибках з жердиною (1932).